# Tetramesa damascena
Tetramesa damascena is een vliesvleugelig insect uit de familie Eurytomidae. De wetenschappelijke naam is voor het eerst geldig gepubliceerd in 1924 door Masi.